# Place du Corbeau
La place du Corbeau est une place de Strasbourg.

## Situation et accès
Elle est située dans le quartier Bourse - Esplanade - Krutenau, à proximité de la Grande Île. Elle est limitée par le pont du Corbeau, le quai Saint-Nicolas, la rue des Bouchers, la rue d'Austerlitz et le quai des Bateliers.

## Origine du nom
Elle s'appelle ainsi car, pendant le Moyen Âge, on guillotinait ou noyait les femmes soupçonnées de sorcellerie. Les corbeaux venaient manger les cadavres.

## Historique
Du XIVe siècle au XVIIe siècle la place s'appelait « Bei der Schindbrücke » (près du pont au supplice) puis Raweplatz, en alsacien. En 1849 elle est dénommée « place du Corbeau ». En 1872 après l'annexion de l'Alsace-Lorraine elle prend le nom de « Rabenplatz » avant de reprendre en 1918, le nom de « place du Corbeau », redevenir durant l'occupation « Rabenplatz » et reprendre le nom de « place du Corbeau » à la Libération,.
La démolition de quatre maisons, situées au bord de l'eau, par les bombardements de 1944, a allongé le quai des Bateliers qui se termine désormais place du Corbeau.

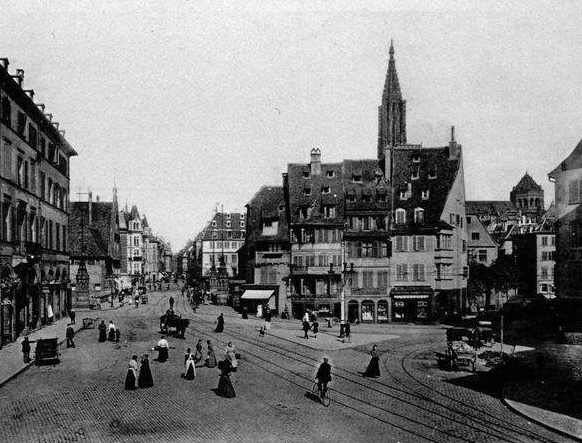
1903
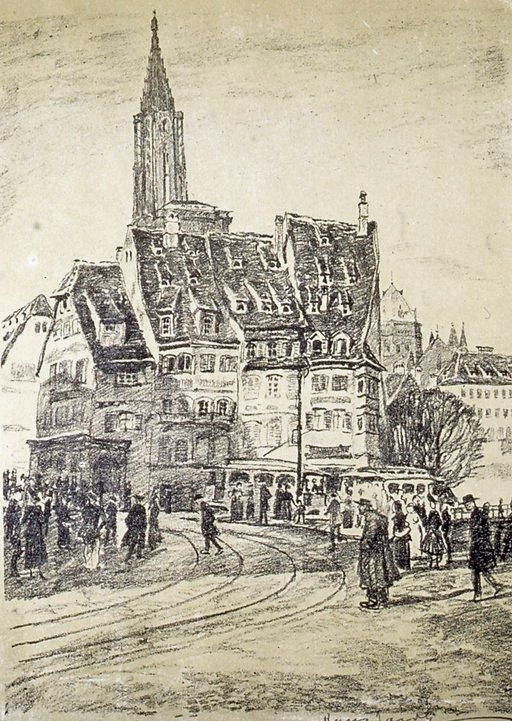
1917
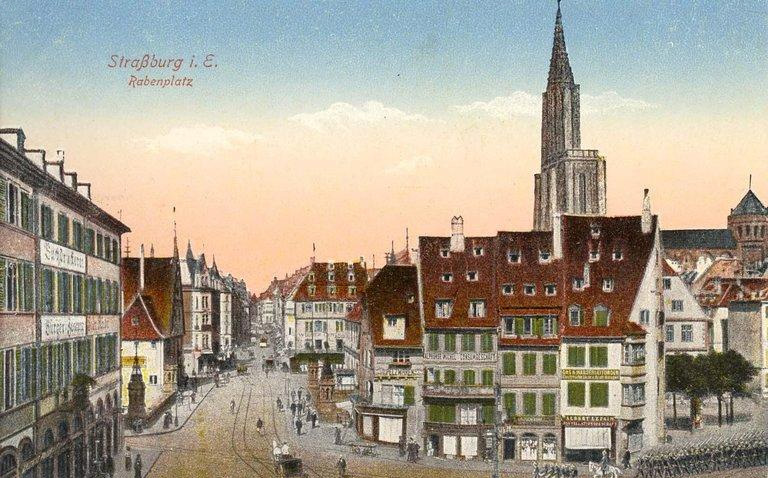
1919